# Вишнёвое (Сумский район)
Вишнёвое (укр. Вишневе; до 2016 г. — Жовтне́вое) — село, Червоненский сельский совет, Сумский район, Сумская область, Украина.
Код КОАТУУ — 5924788704. Население по переписи 2001 года составляло 73 человека.

## Географическое положение
Село Вишнёвое находится в 2-х км от правого берега реки Псёл.
Примыкает к селу Луговое, на расстоянии в 1 км расположено село Прудок.

## Происхождение названия
На территории Украины есть ряд населённых пунктов с названием Вишнёвое.